# Escola de Funcionaris d'Administració Local de Catalunya
L'Escola de Funcionaris d'Administració Local de Catalunya, també referenciada com a Escola d'Administració Local de Catalunya fou un organisme docent destinat a formar un cos de funcionaris de l'Administració Local a partir dels principis regeneracionistes i catalanistes que impulsava la Mancomunitat de Catalunya a partir de l'impuls del seu president, Enric Prat de la Riba.
La seva creació, com a organisme depenent de la Diputació de Barcelona que Prat de la Riba presidia, data del 2 de març del 1914 i en va ser el seu primer director Isidre Lloret i Massaguer, funcionari de l'Ajuntament de Barcelona i catedràtic de dret municipal.
L'Escola, malgrat els convulsos esdeveniments polítics que hagué de viure, va mantenir la seva tasca vertebradora d'una funció pública catalana fins a l'adveniment de la Dictadura el 1939.
Des de 1977 i fins a l'actualitat és l'Escola d'Administració Pública de Catalunya.